# لایت بالانس
لایت بالانس (انگلیسی: Light Balance) یک گروه رقص با نورپردازی می باشند که از سال 2012 در دنیپرو اوکراین شروع به کار کردند. این گروه در فصل هشتم بریتینز گات تلنت تا مرحله نیمه نهایی پیش رفتند. در فصل دوازدهم امریکاز گات تلنت زنگ طلایی توسط مجری برنامه تایرا بنکس دریافت کردند و مقام سوم را بدست آوردند.